# Ereteken voor meester-kanonnier voor schepelingen van de Koninklijke Marine
Het Eereteken voor Meester-Kanonnier der Koninklijke Marine werd ingesteld door Koningin Wilhelmina der Nederlanden bij Koninklijk besluit no.41 van 19 maart 1909. Het ereteken is nooit officieel afgeschaft.
Het ereteken werd tussen 1906 en 1940 eenmaal per jaar uitgereikt aan de kanonnier die winnaar was van de jaarlijkse schietwedstrijd van de Koninklijke Marine. De onderscheiding is dan ook zeer zeldzaam.

## Het versiersel
Het ereteken bestaat uit een voor Nederlandse begrippen opvallend grote achtpuntige geribde ster met in het midden een blauw geëmailleerd medaillon. De ster heeft een diameter van 50 millimeter terwijl de meeste Nederlandse medailles een diameter van 37 millimeter hebben. Op het medaillon is een zilveren klaar anker met daarop twee zilveren gekruiste kanonnen afgebeeld. Het medaillon is inclusief de band 27 millimeter hoog en wordt omgeven door een goudgerande oranje band, waarop in gouden letters de tekst "MEESTER-KANONNIER" is geplaatst.
De keerzijde van de ster is vlak.
De eerste keer dat de schietwedstrijd werd gewonnen werd de ster in zilver uitgereikt. Bij een tweede keer werd een ster van verguld zilver verleend.
Men droeg de decoratie aan een lint op de linkerborst. Er was ook een baton. Het lint was rood, wit en blauw als de Nederlandse vlag maar in verticale banen. Op het baton werd een zilveren onklaar anker gedragen. Wanneer een schepeling meerdere eretekens won bleef het toch bij dat ene anker.
Het ereteken werd vervaardigd bij de firma Citroen in 's-Gravenhage.
Erik Müller toont op zijn website een foto van een Ereteken voor meester-kanonnier voor schepelingen van de Koninklijke Marine met het afwijkende omschrift "VOOR GOED SCHIETEN". Deze ster wordt aan een purperen lint gedragen.